# ジュニーエ
座標: 北緯33度58分11秒 東経35度36分56秒 / 北緯33.96972度 東経35.61556度

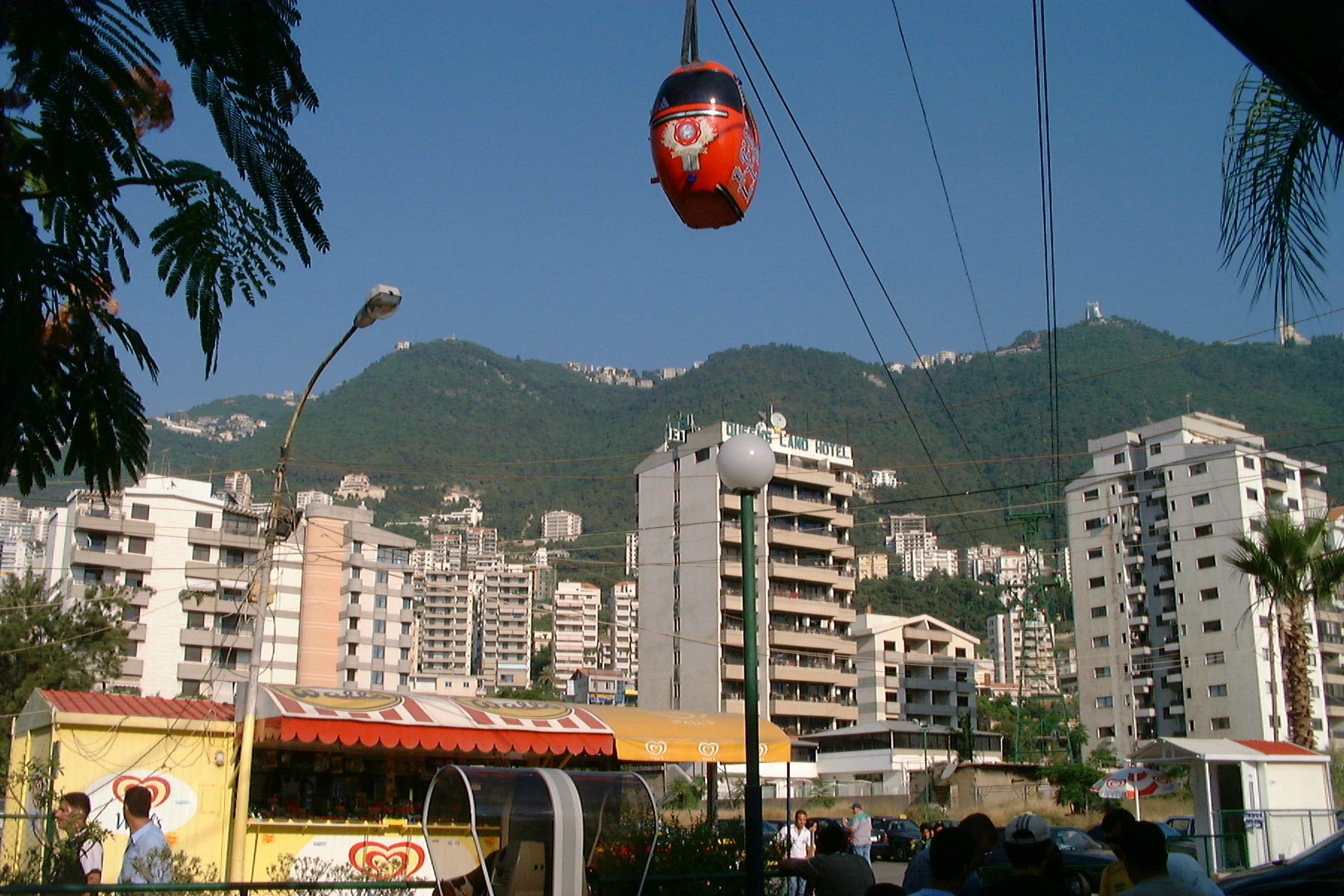

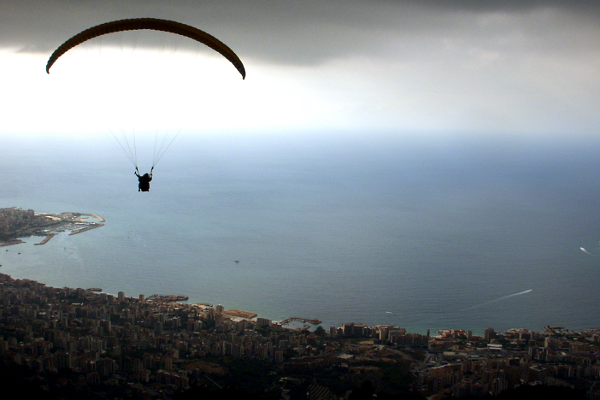
ジュニーエ湾のパラグライダー

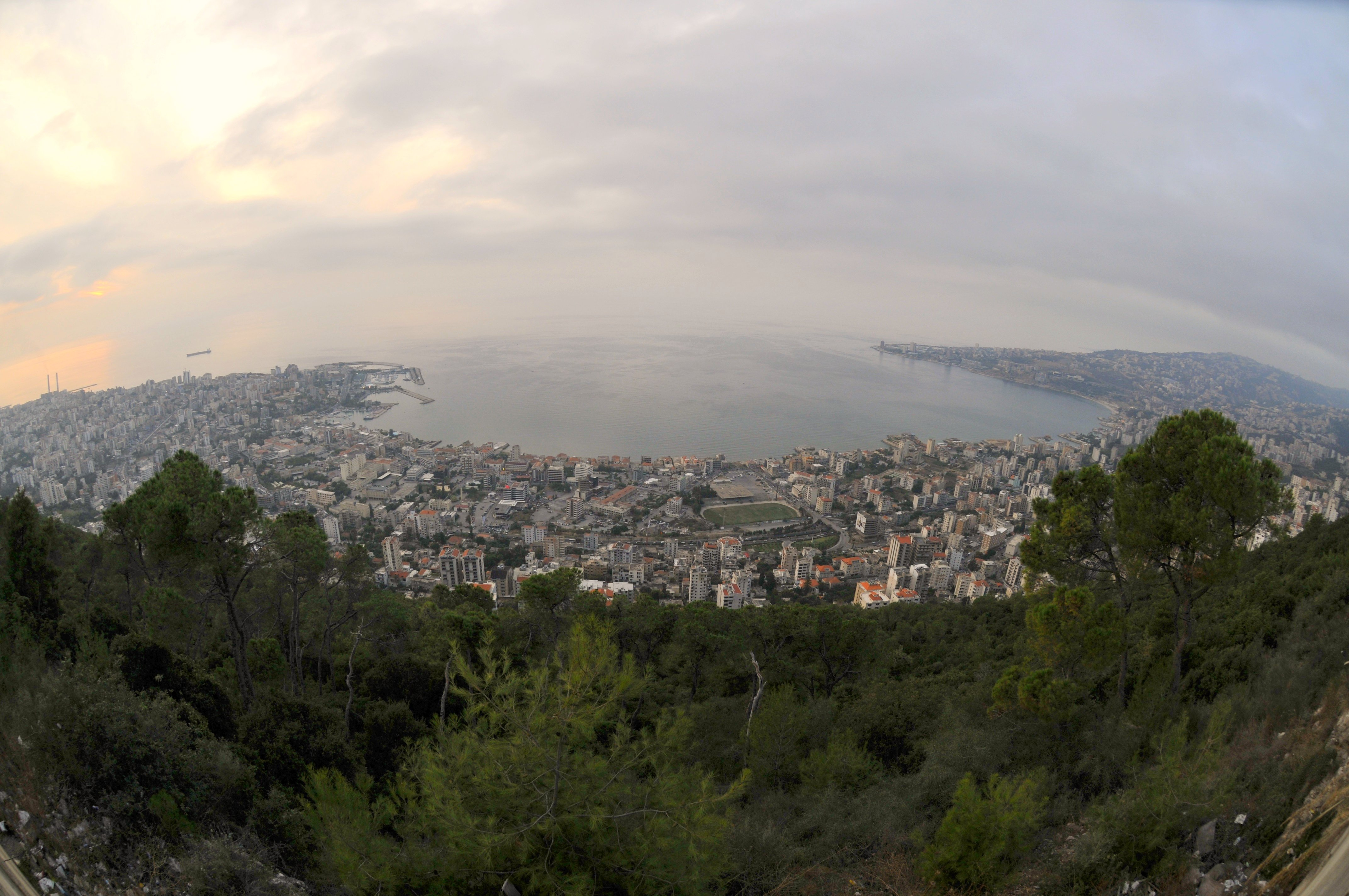
ハリッサの風景

ジュニーエ（アラビア語: جونيه、フランス語: Jounieh）は、レバノンのケセルワン＝ジュベイル県の都市。また同県の県庁所在地である。首都ベイルートの16km北に位置し、ベイルート都市圏に含まれる。
海岸部のリゾートや夜の生活、スーク、船着き場、パラグライダー場、ハリッサのレバノンの聖母像に繋がるゴンドラリフト(テレフェリクが知られる。
ジュニーエとハリッサの間のブケルケ(بكركي)と呼ばれる小さな丘にはキリスト教マロン派(レバノンにおけるマロン派キリスト教徒)の教会が有り、ジュニーエ湾を見渡せる。

## 歴史
山岳レバノン県をダウード・バシャが支配していた時代、ジュニーエはブケルケや他の都市と道路が繋がっており、1867年から1868年にはガジル住民の反対にもかかわらず、ガジルへと道路が繋がり、ルストゥム・バシャの時代には、ベイルート橋へ繋がった。

1876年、店舗の数は300を超え、絹工場が5件、宿屋が3件、製粉所が1件、ジュース工場が3件、氷工場が1件、銀行が1件、船工場が数件だった。

ワサ・バシャ時代（1883年 - 1892年）に、北のバトゥロウンと陸路で、1892年、ベイルートと鉄道で繋がった。
1906年、人口は2,400人、1914年は1,263人だった。この時期、フランスとマロン派の支援により、山岳レバノン県の正式な港となっている。
1913年からの委任統治領時代には、行政機能がジュニーエからベイルートへ移った事で経済が衰退、さらには第一次世界大戦が勃発し、経済が停滞した。当時、首都ベイルートに強制的・自発的に多くの住民が移住し、殆どの職人を失ったことで、社会と人口の発達に歯止めが掛かり、経済活動は弱まった。

1932年、人口は1,286人、当時は学校や小規模工芸品、柑橘類、砂糖黍、野菜のみが盛んだった。

1950年代、地価は7 - 9レバノン・ポンド/m2だった。
このように統治領時代から経済活動が弱まっていたが、1958年にレバノンの大統領となったフアード・シハーブ（任期：1958年 - 1964年）の改革によって漸く改善の兆候が見え始める。1959年には市内に銀行が建ち始め、1965年には地価が25 - 35レバノン・ポンド/m2にまで上昇、1970年代初頭にはカジノを含む観光地へと発展し、1975年までに銀行は6ヶ所に増加している。
しかし1975年に勃発したレバノン内戦によってベイルート国内は東西に分割され、多くの住民が他の都市へと避難している。1980年 - 1990年には、ベイルートから多くの商人がジュニーエへと移住した。
2017年、山岳レバノン県から分立したケセルワンジュベイル県の県庁所在地に選ばれた。
2025年にはレバノンの人口が600万人に到達すると予想されており、ジュニーエはベイルートの郊外となる予定である。

## 姉妹都市
- モナコ
- グスタビア（フランス）
- ラスベガス（アメリカ合衆国）
- リオデジャネイロ（ブラジル）

## 写真
- High Quality Photo Collection of Lebanon By Paul Saad